# Хенеквен
Хенеквен (Agave fourcroydes) је врста агаве. То је индустријска биљка, из чијег се лишћа добија влакно звано хенеквен. Влакно хенеквен се користи за производњу ужади. Од биљке се добија и мексичко алкохолно пиће (ликер од хенеквена). Гаји се у Мексику, највише на полуострву Јукатан.